# Honda CG 150
La Honda CG 150, conocida popularmente como Titan 150, es una motocicleta de calle desarrollada por la empresa japonesa Honda Motors. El modelo se encuentra desprovisto de carenado (es decir, de tipo naked) y orientado a la ciudad. Hoy en día se fabrica en Brasil.(anteriormente en Japón). 
Tiene un motor de un solo cilindro de 150cc. Es un modelo pequeño, de poco peso (118 kg seco) y refrigerado por aire, alimentado con un carburador .